# 湘南乃風〜湘南爆音BREAKS!〜 mixed by The BK Sound
『湘南乃風〜湘南爆音BREAKS!〜 mixed by The BK Sound』（しょうなんのかぜ・しょうなんばくおんブレイクス ミックスド・バイ・ザ・ビーケーサウンド）は、2010年8月4日に発売された湘南乃風のMIXアルバム。

## 概要
- 湘南乃風のセレクターであるThe BK Soundがこれまで湘南乃風がリリースしてきたシングルやアルバムに収録された楽曲からアッパーチューンを中心にノンストップ・ミックスした、湘南乃風初のMIXアルバム。
- シングルやアルバムに収録された楽曲や新曲2曲に加え、HAN-KUNのソロアルバム『VOICE MAGICIAN』に収録された楽曲、INFINITY16のプロデュースによるワンウェイアルバム『無限十六シリーズ』に収録されたメンバーのソロ楽曲も収録。ちなみに「睡蓮花」「Rockin'Wild」「Wild Speed」「Real Riders」の4曲は今作だけの別リミックスバージョンで収録されている。
- 初回盤はB5サイズのビニールポーチ仕様で、CDとタオルを封入。

## 収録曲
1. 睡蓮花 (REMIX)
6thシングルのリミックス。
2. 4 THE HARDWAY
9thシングル「親友よ」のカップリング曲。
3. WAVE
新曲。
4. SKIT
KENTY-GROSSやMUNEHIROといった交流のあるレゲエアーティスト達の歌声が録音されている。
5. BREAK DOWN
新曲。
6. Earthquake
10thシングル「ガチ桜」のカップリング曲。
7. JUMP AROUND
5thシングル「純恋歌」のカップリング曲。
8. OH YEAH
1stEP及び3rdアルバム『湘南乃風〜Riders High〜』収録。
9. 風
1stシングルの2曲目。
10. HOTTER THAN HOT
HAN-KUNの1stアルバム『VOICE MAGICIAN』収録。
11. 誇り高き戦士〜Pride in the ring〜
1stアルバム『湘南乃風〜REAL RIDERS〜』収録。
12. 次へ
1stアルバム『湘南乃風〜REAL RIDERS〜』収録。
13. Ride On Beat
1stアルバム『湘南乃風〜REAL RIDERS〜』収録。
14. NO WAY〜悪漢無頼〜
4thアルバム『湘南乃風〜JOKER〜』収録。
15. Concrete Jungle
10thシングル「ガチ桜」のカップリング曲。
16. STILL WILD
2ndシングル「晴伝説」のカップリング曲。
17. Riders High
3rdアルバム『湘南乃風〜Riders High〜』収録。
18. Bombo Claat
4thシングル「覇王樹」のカップリング曲。
19. Rockin'Wild (REMIX)
2ndアルバム『湘南乃風〜ラガパレード〜』収録曲のリミックス。
20. Wild Speed (REMIX)
1stアルバム『湘南乃風〜REAL RIDERS〜』収録曲のリミックス。
21. Joker
4thアルバム『湘南乃風〜JOKER〜』収録。
22. SHOW TIME
8thシングル「恋時雨」のカップリング曲。
23. 気合いだ
『無限十六 vol.1 -R.A.W.-』収録。
24. CLAP CLAP CLAP
『無限十六 vol.1 -R.A.W.-』収録。
25. 侍KING
『無限十六 vol.3 -FIRE riddim UP & LIVE riddim-』収録。
26. ザ・ガマン
『無限十六 vol.2 -PARK AVENUE-』収録。
27. SAIKOH
HAN-KUNの1stアルバム『VOICE MAGICIAN』収録。
28. REGGAE MAN
HAN-KUNの1stアルバム『VOICE MAGICIAN』収録。
29. Happy Today feat. MINMI
4thアルバム『湘南乃風〜Riders High〜』収録。
30. 晴れ波とSong
4thアルバム『湘南乃風〜Riders High〜』収録。
31. 覇王樹
5thシングル
32. Real Riders (REMIX) 
1stアルバム『湘南乃風〜REAL RIDERS〜』収録曲のリミックス。